# Inderøy
Inderøy es un municipio de la provincia de Trøndelag, en Noruega. La capital municipal es el pueblo de Straumen. Otros pueblos en el municipio son Framverran, Gangstadhaugen, Hylla, Kjerknesvågen, Kjerringvik, Røra, Sakshaug, Sandvollan, Småland, Trongsundet, Utøy, Vangshylla y Venneshamn.
A 1 de enero de 2015 tiene 6770 habitantes.
Su nombre deriva del nórdico antiguo Eynni iðri ("isla interior") y posiblemente hace referencia a la península en la cual se ubica parte del actual municipio. Fue establecido como formannskapsdistrikt en 1838. Entre 1907 y 1962, estuvieron separados de Inderøy los municipios de Røra y Sandvollan.  En 2012 se incluyó en Inderøy el municipio de Mosvik.
El municipio comprende dos penínsulas situadas una enfrente de la otra, a medio camino por agua entre Steinkjer y Levanger en el distrito tradicional del Innherred.